# モミハダマツ
モミハダマツ（樅肌松、学名: Pinus glabra）とは、マツ科マツ属の常緑高木。

## 特徴
北米大陸南部のフロリダ州・サウスカロライナ州・ルイジアナ州付近の原産。樹高は20-35メートルほどになる。英名はスプルースパイン（Spruce pine：トウヒのようなマツ）で、滑らかな樹皮をトウヒになぞらえた名前。和名のモミハダマツ（樅肌松）もモミのような樹皮のマツの意味であり、学名のグラブラ（glabra）も「平滑」や「滑らか」のような意味で、やはり樹皮の特徴に関して言及している名称である。

## 分布・生育地
北アメリカ南部原産。

## ギャラリー

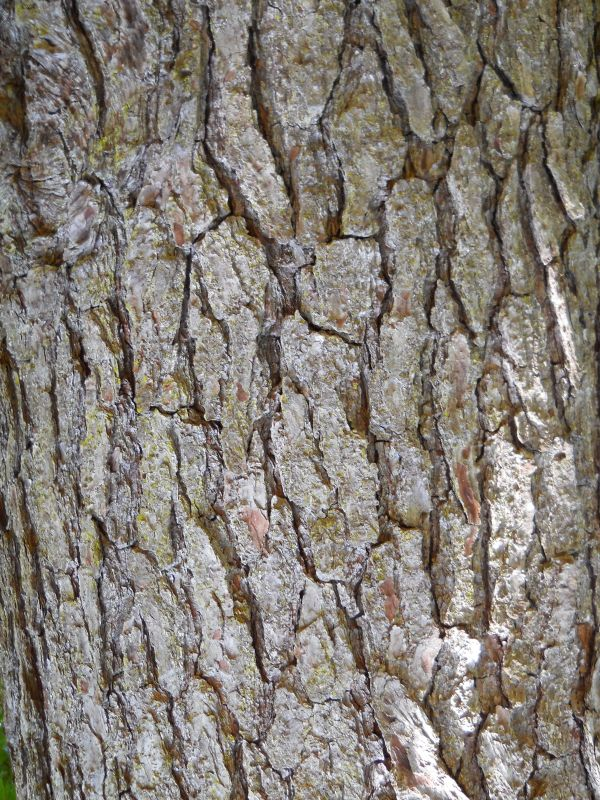
樹皮
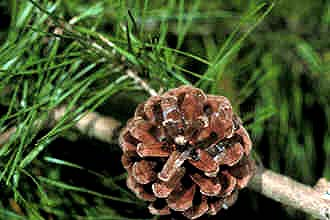
球果